# Апель Ясногорский
Апель Ясногорский (пол. Apel Jasnogórski) — ежедневная вечерняя молитва неизвестного авторства к Божьей Матери о судьбах Польши и Костёла, проводимая индивидуально или в общине. Отправляется в некоторых посвящённых Богородице храмах, а также в других храмах в Богородичные праздники, обычно в конце вечерних богослужений.
Ясногорский Апель совершается особенно торжественно — как отдельный молебен Св. Марии — на Ясной Горе каждый день в 21:00 с 8 декабря 1953 года перед закрытием Ченстоховского образа. 
Богослужение обычно длится около 20 минут и состоит из следующих частей:
- Апель начинается со знаменитой молитвы Богородица, гимна Великого княжества Литовского в сопровождении органа Ясной Горы
- Тройное пение гимна: «Мария, королева Польши, я с тобой, помним, бдим!»
- Молитвы к Богородице
- Десять молитв розария с таинством
- Дополнительные молитвы для различных особых случаев
- Антифон «Под защиту Твою»
- Благословение оратора или высокопоставленного священника
- Гимн Богородице